# Belimumab
Il belimumab (nome commerciale Benlysta, prima noto come LymphoStat-B), nato dalla collaborazione fra Human Genome Sciences (HGS) e GlaxoSmithKline (GSK), è un anticorpo monoclonale completamente umano che inibisce lo stimolatore dei linfociti B (BLyS), note anche come cellule B, inibendo il fattore di attivazione del TNF famiglia (BAFF).
Si tratta di un farmaco approvato negli Stati Uniti per il trattamento del lupus eritematoso sistemico (LES), ed è in studio per altre malattie autoimmuni.
BLyS (o stimolatore dei linfociti B), è una proteina prodotta naturalmente che è  stata scoperta nel 1997 dai ricercatori della Human Genome Sciences, mentre il suo meccanismo fisiologico è stato descritto nel 1999.
La BLyS gioca un ruolo chiave nella differenziazione dei linfociti B, la loro sopravvivenza e l'attivazione.
Il Benlysta è stato approvato dalla US Food and Drug Administration (FDA) per il trattamento del LES il 9 marzo 2011. Il comitato consultivo della FDA ha approvato la terapia, nonostante il farmaco ha mostrato di essere solo marginalmente efficace; ed inoltre non è stato testato nelle forme gravi di lupus eritematoso sistemico, che coinvolgono attivamente i reni o il sistema nervoso centrale.

### Belimumab
- (EN) Michael P. Cancro, BLyS Ligands and Receptors, Springer, 2010,  pp. 178–, ISBN 978-1-60327-012-0.
- (EN) Iqbal S. Grewal, Therapeutic targets of the TNF superfamily, Springer, 2009,  pp. 58–, ISBN 978-0-387-89519-2.
- (EN) Paul-Peter Tak, New Therapeutic Targets in Rheumatoid Arthritis, Springer, aprile 2009,  pp. 14–, ISBN 978-3-7643-8237-7.
- (EN) Michael H. Weisman, Michael E. Weinblatt, James S. Louie, Ronald Van Vollenhoven, Targeted treatment of the rheumatic diseases, Elsevier Health Sciences, 2 ottobre 2009,  pp. 118–, ISBN 978-1-4160-9993-2.
- (EN) Michael Hertl, Autoimmune Diseases of the Skin: Pathogenesis, Diagnosis, Management, Springer, novembre 2009,  pp. 546–, ISBN 978-3-211-99224-1.